# Zespół Filmowy Skurcz
Z.F. Skurcz (ZyFy Skurcz, Zespół Filmowy Skurcz, wcześniej jako Zespół Filmowy Ultra) – amatorski projekt kinematograficzny, założony przez braci Bartosza i Łukasza Walaszków w 1988. Zajmuje się głównie realizacją krótkometrażowych produkcji komediowych.

## Skład
- Bartosz Walaszek
- Łukasz Walaszek
- Krzysztof Radzimski vel Dr Yry
- Marcin Rudowski
- Grzegorz Paraska
- Piotr Paraska
- Krzysztof Żelazko

## Historia
Zespół rozpoczął działalność w 1988, w momencie zakupienia przez rodziców Bartosza i Łukasza Walaszków kamery Sony 8 mm. Wraz z kolegami ze szkoły nagrywali krótkie, inscenizowane scenki, a jednym z pierwszych filmów w dorobku zespołu jest Zmora z piwnicy. W tym czasie bracia rozpoczęli również przygodę z animacją poklatkową; nagrali tryptyk o tematyce science-fiction: Kosmiczne wojny, Spur mjendzy planetarny i Straszliwa bitwa o planetę.
Założyciele podczas nauki w LXIII LO im. Lajosa Kossutha na warszawskim Ursynowie poznali Krzysztofa Radzimskiego oraz Grzegorza Paraskę, którzy – obok braci Walaszków oraz Marcina Rudowskiego – uformowali wówczas personalny trzon ekipy. W produkcjach z tamtego okresu regularnie pojawiali się także Michał Głuchowski oraz Paweł Hocha, adept wschodnich sztuk walki. Wtedy wykształcił się specyficzny styl produkcji, nawiązujący do filmów klasy B, kina akcji lat 80. oraz wschodnich sztuk walki, oraz z ironicznym i często absurdalnym poczuciem humoru twórców. Również sposób realizacji filmów był specyficzny, bo w procesie twórczym brała udział cała ekipa, wymyślając fabułę (do pierwszego filmu pełnometrażowego – Bułgarskiego Pościkku – wszystkie produkcje nie miały scenariusza, a sceny i dialogi były improwizowane). Od filmu Tęcza zespół zaczął stosować komputerową obróbkę dźwięku (dodając efekty dźwiękowe i muzykę), a od Kobylego caca również nieliniowy montaż wideo. Wtedy też do grupy dołączył Piotr Paraska.
W 2001 wyemitowali swój pierwszy film pełnometrażowy – Bulgarski Pościkk. Realizacja trwała prawie dwa lata i była to pierwsza produkcja w dorobku grupy mającą scenariusz (aczkolwiek był w czasie realizowania filmu zmieniany). Film skrócony do 30 minut otrzymał Grand Prix Festiwalu Młodego Kina Tenbit Film Forum 2001. Od tej produkcji do ekipy dołączył Krzysztof Żelazko. Następnym filmem był Sum tak zwany olimpijczyk, który miał swoją premierę kinową.
W 2004 zrealizowali kilka odcinków serialu Bułgarski pościg dla wówczas nowo powstałej telewizji 4fun.tv. Wtedy nastąpił konflikt między członkami grupy. Bartosz Walaszek chciał zarabiać na robieniu filmów, a inni woleli pozostać przy undergroundowym charakterze zespołu. Walaszek założył wtedy GIT Produkcję, z którą zaczął realizować głównie seriale animowane dla telewizji, jednak też nie odstąpił od realizacji form fabularnych, takich jak Wściekłe Pięści Węża, Sarnie żniwo… czy serial dla telewizji rbl.tv – Kaliber 200 volt. Produkcje były przez fanów Skurcza jednoznacznie utożsamiane z jego poprzednim zespołem, ze względu na ten sam styl i poczucie humoru, co wcześniejsze produkcje, a także obecność byłych członków Skurcza w tychże produkcjach.
Krzysztof Radzimski wspomniał na forum internetowym PCLab o reaktywacji zespołu i produkcji filmu Bułgarski Przycisk.

## Współpraca z S.P.Records
W 1999 zespół nawiązał współpracę z wytwórnią S.P. Records, która zaowocowała gościnnym występem Kazika Staszewskiego w filmie Bułgarski Pocisk, w zamian za co Z.F. Skurcz zrealizował dwa teledyski do utworów Kazika – „Idę tam gdzie idę” (w której zawarli fragmenty swoich wcześniejszych produkcji) i „Las Maquinas de la Muerte”. Wytwórnia wydała potem film Sum tak zwany olimpijczyk oraz – zrealizowane już pod szyldem GIT Produkcji – Wściekłe Pięści Węża i Sarnie żniwo, czyli pokusa statuetkowego szlaku, w którym zagrał Staszewski. Dalsza współpraca członków zespołu z wytwórnią i Kazikiem trwa na polu muzycznym niż filmowym, przy zespołach Bracia Figo Fagot, TPN 25, El Dupa czy Zacier.

## Filmografia

### Filmy pełnometrażowe
- Bulgarski Pościkk (2001)
- Sum tak zwany olimpijczyk (2001) (VHS; dystrybutor S.P. Records)
- Wściekłe pięści Węża (2006) (DVD; dystrybutor SPInka)
- Sarnie żniwo, czyli pokusa statuetkowego szlaku (2006) (DVD; dystrybutor SPInka)
- Wściekłe pięści węża 3 (2013)

### Filmy krótkometrażowe
- Spur mjendzy planetarny
- Kosmiczne Wojny
- Jedyny Kłopot
- Powiew Szału
- Masakra
- Terror
- Gen. Italia
- Chili Martini
- Piesek Leszek
- Straszliwa Bitwa o Planetę
- Na Zdrowie Box 9
- Nieoczekiwana Bójka
- Konflykt
- Turbo 2
- Robokob
- Zmora z piwnicy
- Sieżant Mścisław pięść na tropie – Odc. 1 Rojal (1994)
- Karate Pumo (1997, teledysk do piosenki TPN25)
- Karate Puma 1
- Cobra
- Szczęście w nieszczęściu
- Sieżant Mścisław pięść na tropie – Odc. 2 Dragi – narkotyki
- Kobyle caco (1998)
- Kot
- Sieżant Mścisław pięść na tropie – Odc. 3 Włókniaż (1998)
- Bandziorno (1999)
- Tęcza
- Dżudo Honor 7
- Bułgarski Pocisk (1999)
- Zły szeląg
- KunG Fu Pantera 2
- Dżudżicsu szerszeń 5
- Niedokończona sprawa
- Kosmiczny Batalion w Galaktyce Zła (2000)
- Dokończona sprawa
- Spotkanie po Latach
- Atak
- Doktór Śmierć
- Kosmiczna Ofensywa Stworów z Marsa
- Krwiożercze Grzyby z Mrocznego Lasu
- Zemsta na Krwiożerczych Grzybach z Mrocznego Lasu
- Pogrzeb Grzybów z Mrocznego Lasu
- Zabujcza śmierć 3
- Pokaz karate 4
- Film o mafii / Omafii
- Przedwczesny fajrant
- Kanalyzer 1
- Kanalyzer 2
- Buszido Młyn 26p

### Seriale
- Kaliber 200 volt
- Bułgarski Pościg (2004)